# La Pommeraie-sur-Sèvre

La Pommeraie-sur-Sèvre este o comună în departamentul Vendée, Franța. În 2009 avea o populație de 1,057 de locuitori.